# María González
María González de La Rosa (ur. 20 stycznia 1996) – dominikańska zapaśniczka walcząca w stylu wolnym. Ósma na igrzyskach panamerykańskich w 2023. Brązowa medalistka igrzysk Ameryki Środkowej i Karaibów w 2023, a także mistrzostw panamerykańskich w 2024 i mistrzostw Ameryki Południowej w 2014 roku.